# Hendrikus Plenter
Hendrik Albrecht Plenter (Groninga, 23 giugno 1913 – Groninga, 12 maggio 1997) è stato un calciatore olandese, di ruolo difensore.